# Chauna torquata
El chajá común (Chauna torquata) es una especie de ave del orden anseriforme de la familia Anhimidae que habita en buena parte del sur y centro de Sudamérica. Tiene  gran tamaño, unos 75 cm de pico a cola, y se considera un símbolo de las pampas. Es miembro de una familia de aves exclusiva de América del Sur y está emparentado con los cisnes y los gansos, aunque a primera vista no se parece a ninguno de los dos grupos.

## Características
A pesar de ser parientes de un orden característico de aves acuáticas, tienen un aspecto más parecido a galliformes y gruiformes, como pavos,  avutardas, sisones etc, con los que no están emparentados. Se debe a convergencia evolutiva al compartir hábitos principalmente terrestres. Los chajáes son aves asociadas con ambientes secos abiertos, como estepas o praderas. Según algunos autores, deberían clasificarse en un orden propio.
El cuerpo parece una especie de pavo con cresta, pico pequeño y afilado, de color gris claro y con una especie de collar en el cuello. Las patas son robustas y largas, de color rosado, y la parte de alrededor de los ojos es rojiza. Vive en parejas y en ocasiones en grupos de alrededor de cien individuos.
Pueden nadar como lo hacen las palmípedas, aunque es más común que caminen sobre la vegetación acuática sin mojarse mucho.
En la parte anterior de cada alas tiene un espolón de unos 2 cm de largo en los adultos, que rara vez utiliza para atacar o defenderse. Puede defender a sus pollos, aunque estos suelen permanecer inmóviles para pasar inadvertidos. Los padres emplean un grito de alarma que produce que las crías escapen. El nombre indígena del guaraní, chajá (escapa), hace referencia a este hábito.

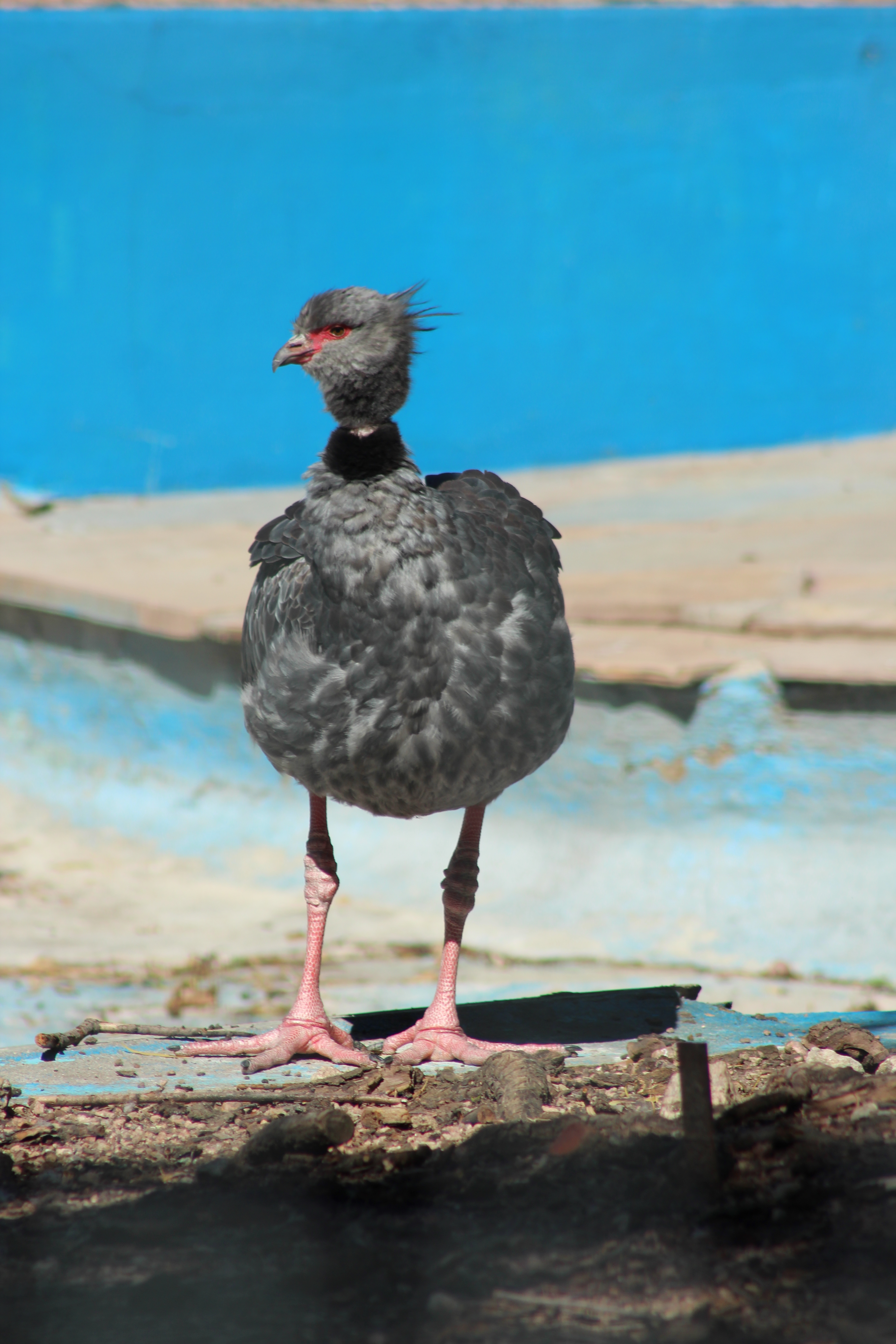
Chajá. Uruguay

## Alimentación
Es un ave herbívora, que se alimenta preferentemente de brotes verdes y plantas blandas. Es perseguido por los agricultores y rancheros al considerarlo una amenaza para las gramíneas forrajeras que conforman el pasto, los cultivos y los cereales de invierno en su época de implantación.

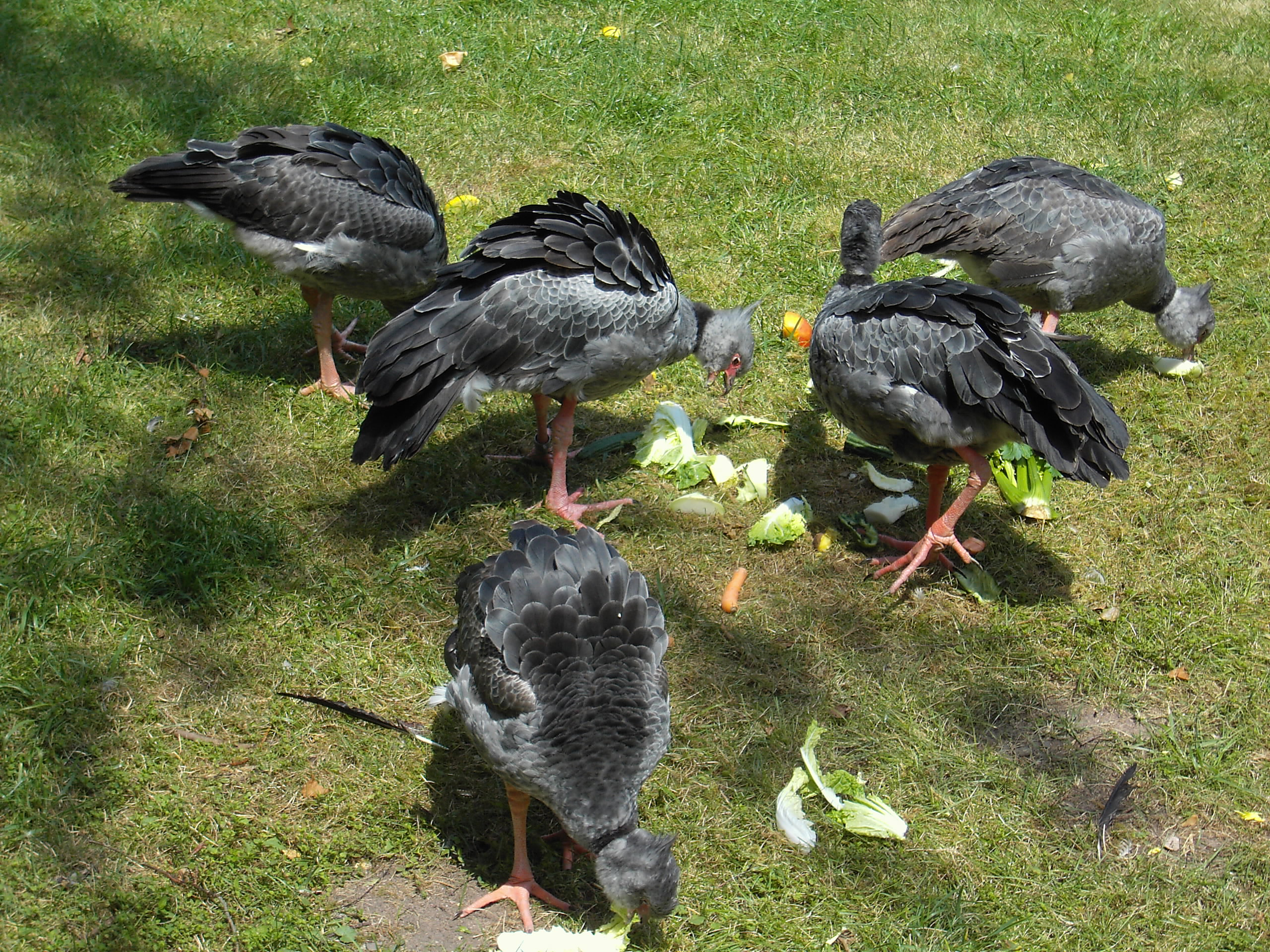
Grupo de chajás alimentándose.

## Hábitat

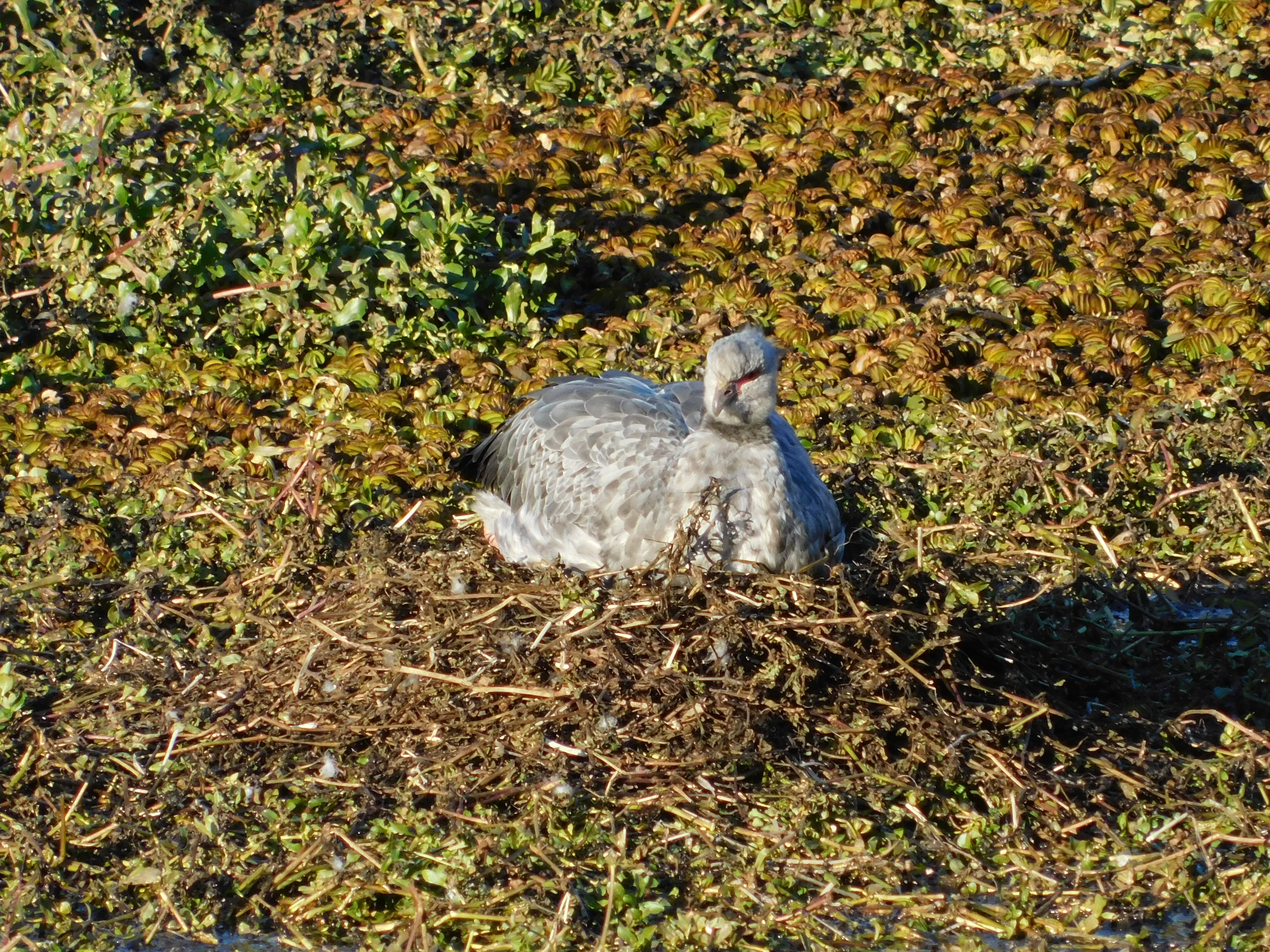
Foto de chajá en nido, tomada en la Reserva Ecológica Costanera Sur, Buenos Aires en junio de 2025.

Pueden ser vistos planeando a gran altura o cerca de lagunas y estanques. Comen materia vegetal vadeando aguas someras, y su nido es una gran plataforma de juncos donde ponen hasta 6 huevos.

## Distribución geográfica
Se encuentra en zonas por el noreste, en la región pampeana y parte del este de la Patagonia de Argentina, en todo el Uruguay, Paraguay, y partes de Brasil y Bolivia. Dado su estatus de especie no amenazada, su caza es legal en la Argentina, aunque hay zonas donde la población se ha reducido considerablemente, como en el sur de la provincia de Corrientes.

## Nombres vulgares
El nombre más usual de esta ave (chajá) proviene del guaraní y en tal idioma significa ¡vamos!  o ¡escapa!, aunque procede de una deformación de la onomatopeya del grito de estas aves cuando se ven sorprendidas, de este modo avisan a las otras de su especie en la cercanía para que huyan del posible depredador. En Bolivia se le conoce con el nombre de tapacaré.